# Golden Driller (Fraispertuis-City)
Golden Driller est une attraction à sensations fortes de type tour de chute libre construite par l'entreprise Intamin. Elle se situe à côté du Grand Canyon du parc d'attraction Fraispertuis-City, en Lorraine, dans les Vosges. Elle a été inaugurée le 30 juin 2017.
Golden Driller est la troisième tour de chute la plus haute de France derrière le Donjon de l'extrême de Nigloland et la Zombillenium Tower du Parc Spirou.

## Historique
Face à un public exigeant de plus en plus de sensations fortes, Fraispertuis-City décide de répondre aux demandes des visiteurs, ainsi, le parc annonce l'ouverture pour 2017 d'une tour de chute du constructeur suisse Intamin.
L'attraction se situe à côté du Grand Canyon et en face de Timber Drop, deux montagnes russes du parc lorrain. La file d'attente de l'attraction a la particularité de passer à côté du parcours du Grand Canyon.
Le nom de l'attraction fait référence à une statue de 23 mètres de haut du même nom, située à Tusla, dans l’Oklahoma. Inaugurée en 1966, elle rend hommage à « l’audace des Hommes de l’industrie pétrolière ».

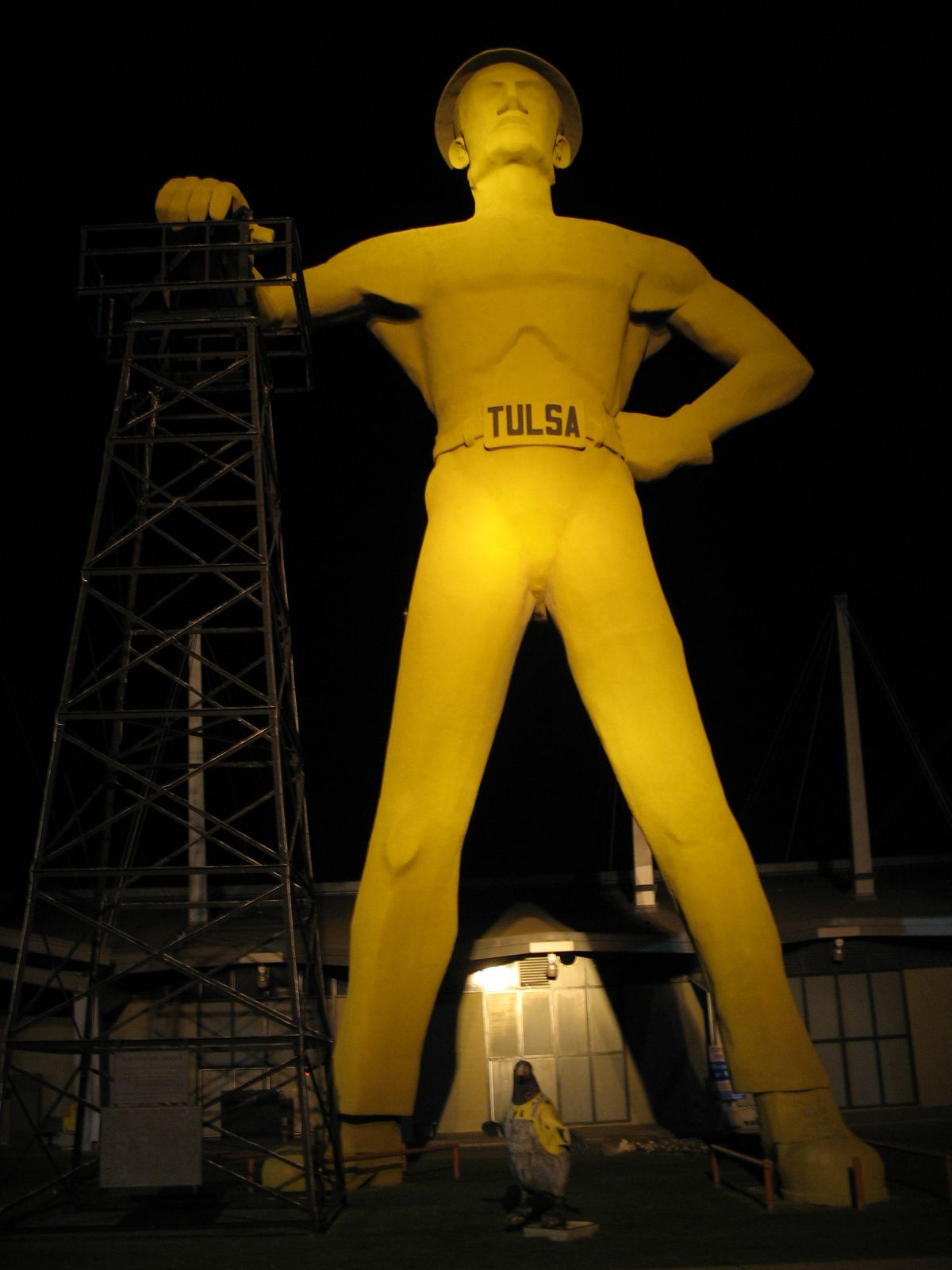
La statue Golden Driller à Tulsa, aux États-Unis

Le 30 juin 2017, Golden Driller est officiellement inauguré et devient alors le plus gros investissement de l'histoire du parc avec 4 000 000€. Haute de 66m, l'attraction possède la particularité d'avoir 4 nacelles différentes :
- Une nacelle standard en position assise pouvant accueillir 192 passagers par heure
- Une nacelle en position assise avec un effet "tilt" une fois au sommet pouvant accueillir 150 passagers par heure
- Une nacelle en position debout avec plancher et avec effet "tilt" une fois au sommet pouvant accueillir 130 passagers par heure
- Une nacelle en position debout sans plancher avec effet "tilt" une fois au sommet pouvant accueillir 125 passagers par heure

Cette dernière nacelle, étant rare, possède encore aujourd'hui le record du monde en matière de hauteur, surpassant Apocalypse de Drayton Manor avec 55m (attraction qui est désormais fermé depuis 2022).
Lors de la cérémonie European Star Awards 2024 qui récompense les meilleures attractions en Europe, Golden Driller a été élue, comme en 2023, 3e meilleure attraction à sensations.

## Déroulement de l'attraction

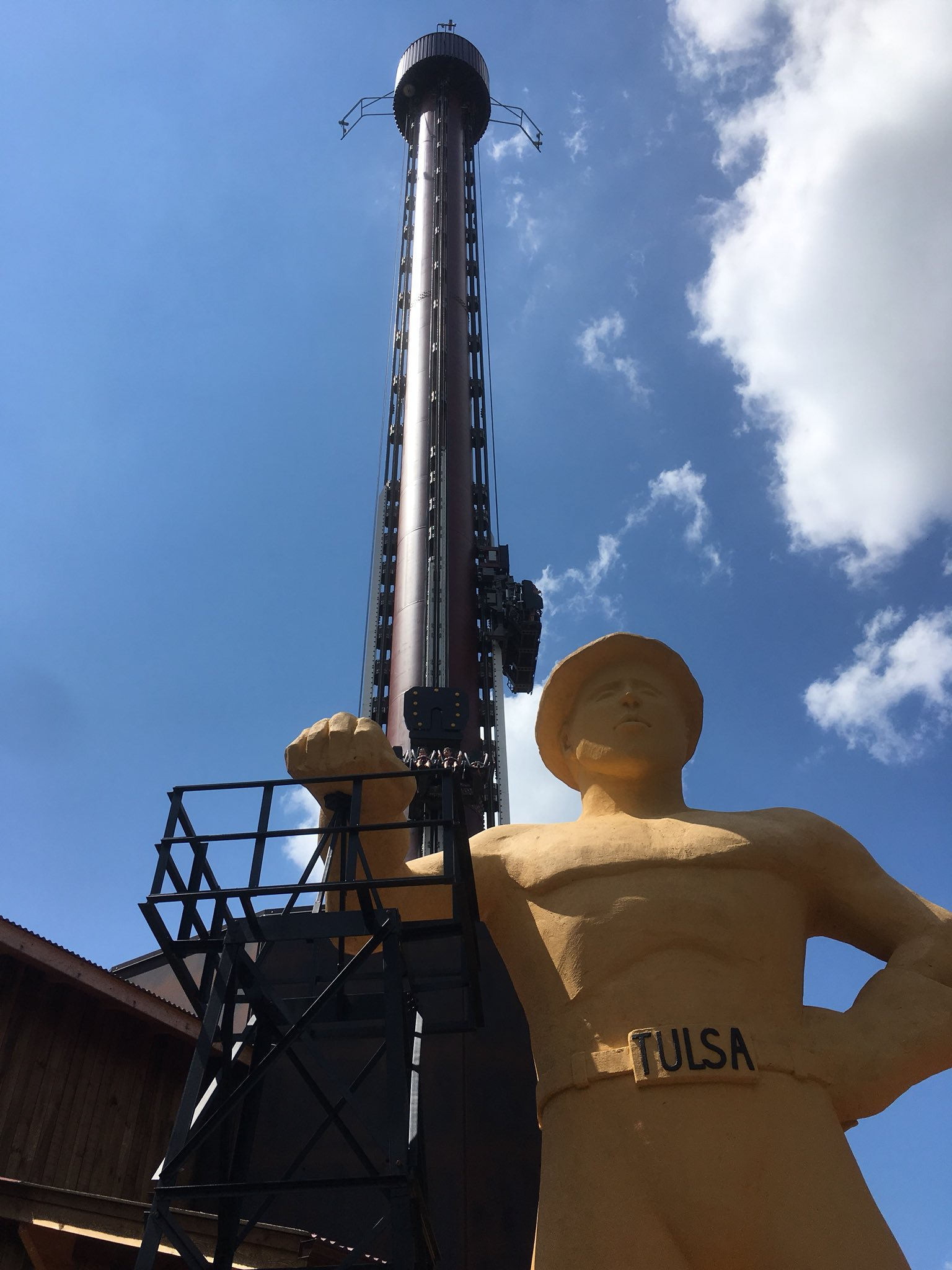
L'entrée de la Golden Driller

Une fois passée la statue qui domine l'entrée de l'attraction, le visiteur se dirige vers la rangée qu'il souhaite emprunter pour l'expérience (4 au total).
Longeant une courte file d'attente, ce dernier s'installe dans l'un des sièges (4 par rangée) et ferme son harnais, les opérateurs de l'attraction les vérifient, puis commence la montée. La montée se fait lentement, ce qui fait monter l'adrénaline et le stress. Puis, arrivé à 66 m de hauteur, les passagers restent suspendus pendant quelques secondes, puis sont lâchés dans une chute libre. D'une vitesse de 0 km/h, chacune des nacelles atteint une vitesse de près de 90 km/h avant d'être stoppée par des freins magnétiques, permettant un retour en gare progressif.

## Caractéristiques
- Hauteur : 66 mètres
- Vitesse de chute : 90 km/h
- Capacité : 16 personnes
- Débit théorique : 192 personnes par heure
- Véhicules : 4 nacelles
- Coût : 4 millions d'euros[7]